# Metatesi olefinica
La reazione di metatesi olefinica è una reazione chimica che consiste nello scambio dei sostituenti presenti su olefine diverse. La reazione è catalizzata da metalli come il nichel, il tungsteno, il rutenio e il molibdeno ed è rappresentata schematicamente dallo schema sottostante.
Reazioni di questo genere in presenza di opportuni catalizzatori possono avvenire in condizioni abbastanza blande (addirittura a temperatura ambiente in ambiente acquoso).
Sin dalla sua scoperta la metatesi olefinica ha trovato larga applicazione nella ricerca e nell'industria. Permette inoltre di ottenere vari prodotti attraverso vie di sintesi più veloci e più pulite, che portano alla produzione di meno sottoprodotti e rifiuti pericolosi. Nel 2005 il francese Yves Chauvin e gli statunitensi Robert H. Grubbs e Richard R. Schrock hanno ricevuto il premio Nobel per "lo sviluppo dei metodi di metatesi nella sintesi organica".

## Catalizzatori
Nel corso degli anni si sono sviluppati vari complessi metallici in grado di catalizzare reazioni di metatesi olefinica.
Negli anni ottanta Schrock ha messo a punto vie di sintesi per ottenere complessi altamente reattivi basati su tungsteno e molibdeno. Questi catalizzatori, chiamati appunto "catalizzatori di Schrock", sono comunque sensibili all'aria e all'acqua e il loro utilizzo è limitato a reazioni condotte in atmosfera inerte.
Qualche anno dopo Grubbs ha dato vita a una sua serie di catalizzatori ("catalizzatori di Grubbs"), basati su rutenio(II). Al contrario di quelli di Schrock presentano un'attività catalitica meno spiccata, ma sono selettivi nei confronti del doppio legame carbonio-carbonio e stabili ad aria ed acqua.
Partendo dai catalizzatori di Grubbs si sono sviluppati altri complessi metallici (come i complessi indenilidenici di rutenio) in grado di dare metatesi olefinica e al contempo sintetizzabili attraverso vie più semplici e con reagenti meno pericolosi.

## Tipologie di metatesi olefinica
Esistono molti diversi tipi di metatesi olefinica, tra cui:
- Cross methatesis (CM, metatesi incrociata): coinvolge lo scambio dei sostituenti presenti su due olefine.
- Ring opening methatesis (ROM, metatesi ad apertura d'anello): permette l'apertura di anelli con doppi legami a formare una molecola aperta con dei doppi legami alle estremità.
- Ring-closing metathesis (RCM, metatesi a chiusura d'anello): contrariamente alla ROM, consiste nel fare reagire due doppi legami presenti su una stessa molecola, a formare una molecola ciclica.
- Ring opening metathesis polymerization (ROMP, polimerizzazione per metatesi ad apertura d'anello): è un'applicazione della ROM, che consiste nella contemporanea apertura con successiva polimerizzazione dell'olefina aperta prodotta, il tutto catalizzato dallo stesso catalizzatore.

## Applicazioni
Un'applicazione della metatesi olefinica è nell'ambito della petrolchimica, dove viene impiegata per produrre propilene da etilene e 2-butene.